# Hanns Löschnigg
Hanns Löschnigg, auch Hans, (* 26. Februar 1863 in Graz; †  27. Oktober 1931 ebenda) war ein österreichischer Arzt und Heimatforscher.

## Leben
Hanns Löschnigg studierte an der Universität Graz Medizin, daneben hörte er auch Kunstgeschichte. Nach seinem Studium war er als praktischer Arzt in Graz tätig und Hausarzt für zahlreiche Grazer. In seiner Freizeit beschäftigte er sich mit archivalischen Studien zur Geschichte von Graz und war ein leidenschaftlicher Antiquitätenhändler. Er publizierte zahlreiche Aufsätze zur Grazer Lokalgeschichte und war Mitglied des Historischen Vereins für Steiermark.

## Publikationen (Auswahl)
- Grazer Leben und Kunst in den Biedermeiertagen (= Grazer Stimmen 3). U. Moser, Graz / Wien / Leipzig 1921.
- Graz in Urteil und Schilderung alter Skribenten (= Grazer Stimmen 6). U. Moser, Graz / Wien / Leipzig 1922.
- Die Stadt Graz und ihr Schloßberg in Kunst und Dichtung (= Grazer Stimmen 10). U. Moser, Graz / Wien / Leipzig 1922.
- Grazer Landschafter der letzten hundert Jahre. Eine Übersicht. In: Festgabe des Historischen Vereines für Steiermark. Verlag des Historischen Vereines für Steiermark, Graz 1923, S. 135–142 (Digitalisat).